# 阿弓镇
阿弓镇，是中华人民共和国贵州省毕节市织金县下辖的一个乡镇级行政单位。

## 行政区划
阿弓镇下辖以下地区：
大寨社区、上寨村、屯上村、乐丰村、戛单村、下寨村、大桥村、以麦村、官寨村、化董村、依聋村、尚寨村、吹聋村、狗场村、长地村、联合村、金鱼村、大田村和吊井村。